# 10 مايو
- السبت
- الأحد
- الاثنين
- الثلاثاء
- الأربعاء
- الخميس
- الجمعة

- 2628 شوال 1446  هـ
- 2729 شوال 1446  هـ
- 2830 شوال 1446  هـ
- 291 ذو القعدة 1446  هـ
- 302 ذو القعدة 1446  هـ
- 13 ذو القعدة 1446  هـ
- 24 ذو القعدة 1446  هـ
- 35 ذو القعدة 1446  هـ
- 46 ذو القعدة 1446  هـ
- 57 ذو القعدة 1446  هـ
- 68 ذو القعدة 1446  هـ
- 79 ذو القعدة 1446  هـ
- 810 ذو القعدة 1446  هـ
- 911 ذو القعدة 1446  هـ
- 1012 ذو القعدة 1446  هـ
- 1113 ذو القعدة 1446  هـ
- 1214 ذو القعدة 1446  هـ
- 1315 ذو القعدة 1446  هـ
- 1416 ذو القعدة 1446  هـ
- 1517 ذو القعدة 1446  هـ
- 1618 ذو القعدة 1446  هـ
- 1719 ذو القعدة 1446  هـ
- 1820 ذو القعدة 1446  هـ
- 1921 ذو القعدة 1446  هـ
- 2022 ذو القعدة 1446  هـ
- 2123 ذو القعدة 1446  هـ
- 2224 ذو القعدة 1446  هـ
- 2325 ذو القعدة 1446  هـ
- 2426 ذو القعدة 1446  هـ
- 2527 ذو القعدة 1446  هـ
- 2628 ذو القعدة 1446  هـ
- 2729 ذو القعدة 1446  هـ
- 281 ذو الحجة 1446  هـ
- 292 ذو الحجة 1446  هـ
- 303 ذو الحجة 1446  هـ
- 314 ذو الحجة 1446  هـ
- 15 ذو الحجة 1446  هـ
- 26 ذو الحجة 1446  هـ
- 37 ذو الحجة 1446  هـ
- 48 ذو الحجة 1446  هـ
- 59 ذو الحجة 1446  هـ
- 610 ذو الحجة 1446  هـ

10 مايو أو 10 أيَّار أو 10 مايس أو 10 نوَّار أو يوم 10 \ 5 (اليوم العاشر من الشهر الخامس) هو اليوم الثلاثون بعد المئة (130) من السنوات البسيطة، أو اليوم الحادي والثلاثون بعد المئة (131) من السنوات الكبيسة وفقًا للتقويم الميلادي الغربي (الغريغوري). يبقى بعده 235 يوما لانتهاء السنة.

## أحداث
- 1497 - البحار الإيطالي أمريكو فسبوتشي يخرج على رأس مجموعة من السفن في رحلة البحث عن طريق جديد إلى الشرق الأقصى وآسيا غير الطريق الذي كان معروفًا حول إفريقيا، وعندما إصطدم باليابسة تصور إنه وصل بالفعل إلى الهند إلا أنه كان قد إكتشف أرضًا جديدة لم تطأها قدم أوروبية من قبل وهي أمريكا الجنوبية، لذلك فإن الأوروبيين أطلقو عليها اسم «أمريكا».
- 1529 - سليمان القانوني يبدأ بحملة من أجل حصار فيينا في قلب أوروبا.
- 1774 - لويس السادس عشر يعتلي عرش فرنسا.
- 1862 - إمبراطور روسيا ألكسندر الثاني يقر خطة إعادة توطين الشركس في الدولة العثمانية.
- 1869 - تدشين أول خط لسكة حديدية عابرة للقارة وذلك في الولايات المتحدة.
- 1877 - عبد الرحمن الكواكبي يصدر في حلب صحيفة «الشهباء» وكانت أول صحيفة تصدر باللغة العربية في سوريا.
- 1940 -
  - ألمانيا النازية تغزو بلجيكا وهولندا وذلك في الحرب العالمية الثانية.
  - ونستون تشرشل يتولى رئاسة الوزراء في المملكة المتحدة.
- 1960 - الإعلان عن قيام جمهورية الكاميرون.
- 1994 - الزعيم الإفريقي نيلسون مانديلا يصبح أول رئيس أفريقي لجمهورية جنوب أفريقيا.
- 1995 - المملكة المتحدة تقرر رفع الحظر المفروض على المحادثات الوزارية مع الجناح السياسي للجيش الجمهوري الإيرلندي شين فين الذي يخوض صراعًا من أجل استقلال أيرلندا الشمالية عن المملكة المتحدة.
- 1997 - زلزال يضرب الشمال الشرقي من إيران ويحصد 2400 شخص.
- 2004 - مقتل 16 شخص في اشتباكات بين القوات الأمريكية وجيش المهدي في بغداد.
- 2012 - تفجيرين بسيارتين مفخختين في منطقة القزاز بدمشق قرب أحد المقرات الأمنية يؤديان إلى مقتل 53 شخصاً وجرح حوالي 400. صدر بيان نُسب إلى جبهة النصرة يعلن مسؤوليتها عن التفجيرين في اليوم التالي.
- 2017 - فوز مون جيه إن بالانتخابات الرئاسية الكوريَّة الجنوبيَّة بِنسبة 41.08% من الأصوات.
- 2020 -
  - عدد الإصابات المؤكدة بجائحة فيروس كورونا يتخطّى حاجز الأربعة ملايين شخص حول العالم، من بينهم أكثر من 279 ألف حالة وفاة وحوالي مليون و375 ألف حالة تماثلت للشفاء.
  - إصابة سفينة الدعم الإيرانية كُنارك بنيران صديقة أُطلقت بواسطة الفرقاطة جماران أثناء مناورات للبحرية الإيرانية في خليج عُمان، في حادث خلّف 19 قتيلًا من طاقمها.
  - أفيانكا ثاني أقدم شركة طيران في العالم تعلن عن إفلاسها بسبب جائحة كورونا نتيجة توقف الطيران وتراكم الديون.
- 2024 - سلسلة من العواصف الشمسية تؤثر على الأرض، مما أدى إلى ظهور الشفق القطبي عند خطوط عرض أقل من المعتاد.

## مواليد
- 1746 - غاسبار مونج، عالم رياضيات فرنسي.
- 1755 - روبرت غراي، مستكشف أمريكي.
- 1788 - أوغستان-جان فرينل، عالم فيزياء فرنسي.
- 1848 - توماس ليبتون، رجل أعمال اسكتلندي وصانع شاي ليبتون.
- 1878 - جوستاف شتريسمان، مستشار ألمانيا حاصل على جائزة نوبل للسلام عام 1926.
- 1885 - فريتس فون أونرو، كاتب مسرحي وروائي ورسام ألماني.
- 1890 - ألفرد يودل، عسكري ألماني.
- 1894 - ديميتري تيومكين، موسيقي أمريكي.
- 1899 - فريد أستير، ممثل أمريكي.
- 1915 - صلاح أبو سيف، مخرج مصري.
- 1923 - حيدر علييف، رئيس أذربيجان الثالث.
- 1931 - إيتشيرو ناغاي، ممثل ياباني.
- 1933 - أحمد شفيق، جراح مصري.
- 1937 - عصام فارس، رجل أعمال وسياسي لبناني.
- 1939 - ثريا إبراهيم، ممثلة مصرية.
- 1941 - غريب محمود، ممثل مصري.
- 1948 - محمد الهرفي، مفكر وأديب سعودي
- 1959 - أحمد سلامة، ممثل مصري.
- 1960 - بونو، مغني أيرلندي.
- 1969 - دينيس بيركامب، لاعب كرة قدم هولندي.
- 1970 - عنتر زوابري، أمير الجماعة الإسلامية المسلحة في الجزائر.
- 1971 - لسلي ستفنسون، ممثلة أمريكية.
- 1974 - سيلفان ويلتورد، لاعب كرة قدم فرنسي.
- 1975 - حازم إمام، لاعب كرة قدم مصري.
- 1978 - سلمى بناني، زوجة ملك المغرب محمد السادس.
- 1980 -
  - هدى إبراهيم، ممثلة أردنية تعمل في الكويت.
  - ناميثا، ممثلة هندية.
  - زاهو، مغنية جزائرية تعيش في كندا.
- 1981 -
  - وفاء مكي، ممثلة بحرينية.
  - هومبيرتو سوازو، لاعب كرة قدم من تشيلي.
- 1987 - جراح الزهير، لاعب كرة قدم كويتي.
- 1989 - ليندساي شو، ممثلة أمريكية.
- 1992 - شارمين كلاريس، مغنية فلبينية.

## وفيات
- 1324 - ابن كبر، لاهوتي ولغوي ومؤرخ قبطي.
- 1667 - ماريا لويزا غونزاغا، ملكة بولندا.
- 1774 - لويس الخامس عشر، ملك فرنسا.
- 1798 - جورج فانكوفر، مستكشف إنجليزي.
- 1937 - مصطفى صادق الرافعي، أديب مصري.
- 1941 - إبراهيم أطيمش، شاعر وفقيه مسلم عراقي.
- 1967 - نصر سمعان، شاعر سوري-برازيلي.
- 1977 - جوان كراوفورد، ممثلة أمريكية.
- 1985 - عبد المحسن بن عبد العزيز آل سعود، أمير منطقة المدينة المنورة السابق.
- 1993 - هالة فؤاد، ممثلة مصرية.
- 1997 - زياد مولوي، ممثل سوري.
- 1998 - إلياس جريس، صحفي ومدرس وشاعر أردني.
- 2000 - ريمون إده، سياسي لبناني.
- 2002 - خسرو شاهاني، صحفي وقصصي إيراني.
- 2022 - ليونيد كرافتشوك، أوَّل رؤساء جمهورية أوكرانيا.
- 2024 - باسم عبد الحميد حمودي، كاتب وأديب عراقي.

## أعياد ومناسبات
- يوم الدستور في ولايات ميكرونيسيا المتحدة.
- عيد الأم في السلفادور وغواتيمالا والمكسيك.

## وصلات خارجية
- وكالة الأنباء القطريَّة: حدث في مثل هذا اليوم.
- النيويورك تايمز: حدث في مثل هذا اليوم.
- BBC: حدث في مثل هذا اليوم.